# Peter Marquard

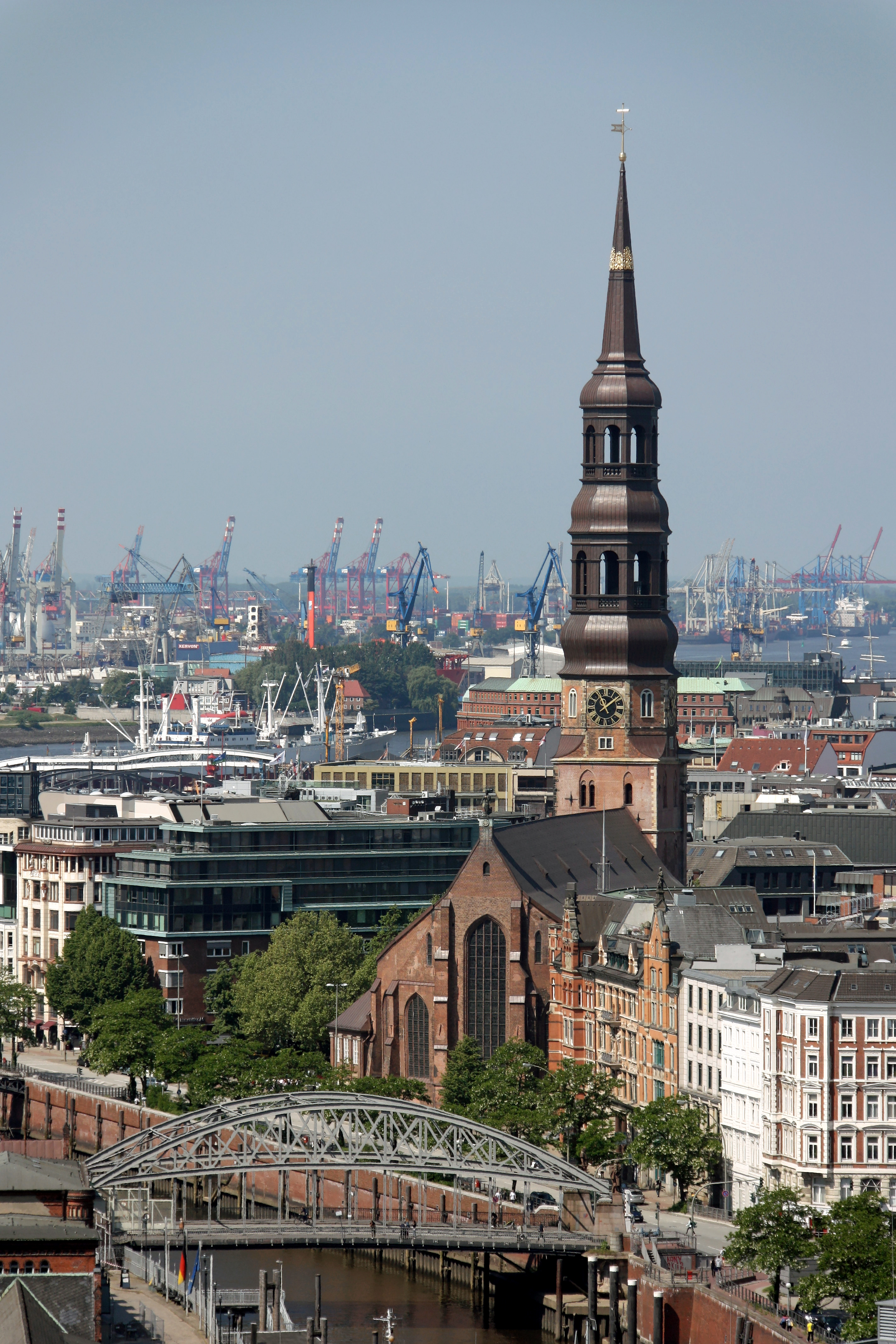
Der Turm der St. Katharinenkirche

Peter Marquard (* um 1600 in Plauen; † 1689/1690 in Hamburg) war ein deutscher Baumeister.

## Leben
Marquard erreichte Hamburg 1654 gemeinsam mit seinem Bruder Joachim. Informationen über Leben und Wirken vor der Ankunft in der Hansestadt sind nicht bekannt. 
1654 bis 1656 errichtete Marquard einen reichhaltig verzierten, 121,7 Meter hohen Turm für die Hauptkirche St. Nikolai. Der alte Turm war in der Nacht vom 1. Advent 1644 während eines Sturms eingestürzt. Von 1657 bis 1658 baute Marquard gemeinsam mit seinem Bruder einen 112 Meter hohen Turm für das Kirchenkollegium der Hauptkirche St. Katharinen. Der vorherige Turm war 1648 durch einen Sturm zerstört worden. 1770 wurde dieser Turm von Ernst Georg Sonnin gerichtet.
Marquard übernahm die Oberbauleitung für die St.-Michaelis-Kirche, für die er von 1667 bis 1669 einen 132 Meter hohen Turm errichtete. Dieser Turm hatte eine dreihaubige Spitze aus Kupfer und Holz und prägte mit den hohen Türmen der vier anderen Hauptkirchen und des Doms (abgebrochen 1806) das Stadtbild Hamburgs. 1750 wurde die Spitze der Michaeliskirche durch einen Blitzeinschlag zerstört.
Marquards bedeutendstes Werk, der Aufbau des Turms der St.-Katharinen-Kirche, wurde beim Wiederaufbau nach dem Ende des Zweiten Weltkriegs äußerlich dem Original entsprechend als Stahlkonstruktion nachgebaut.
1907 wurde im Hamburger Stadtteil Winterhude die Peter-Marquard-Straße nach ihm benannt.